# Chemtrail

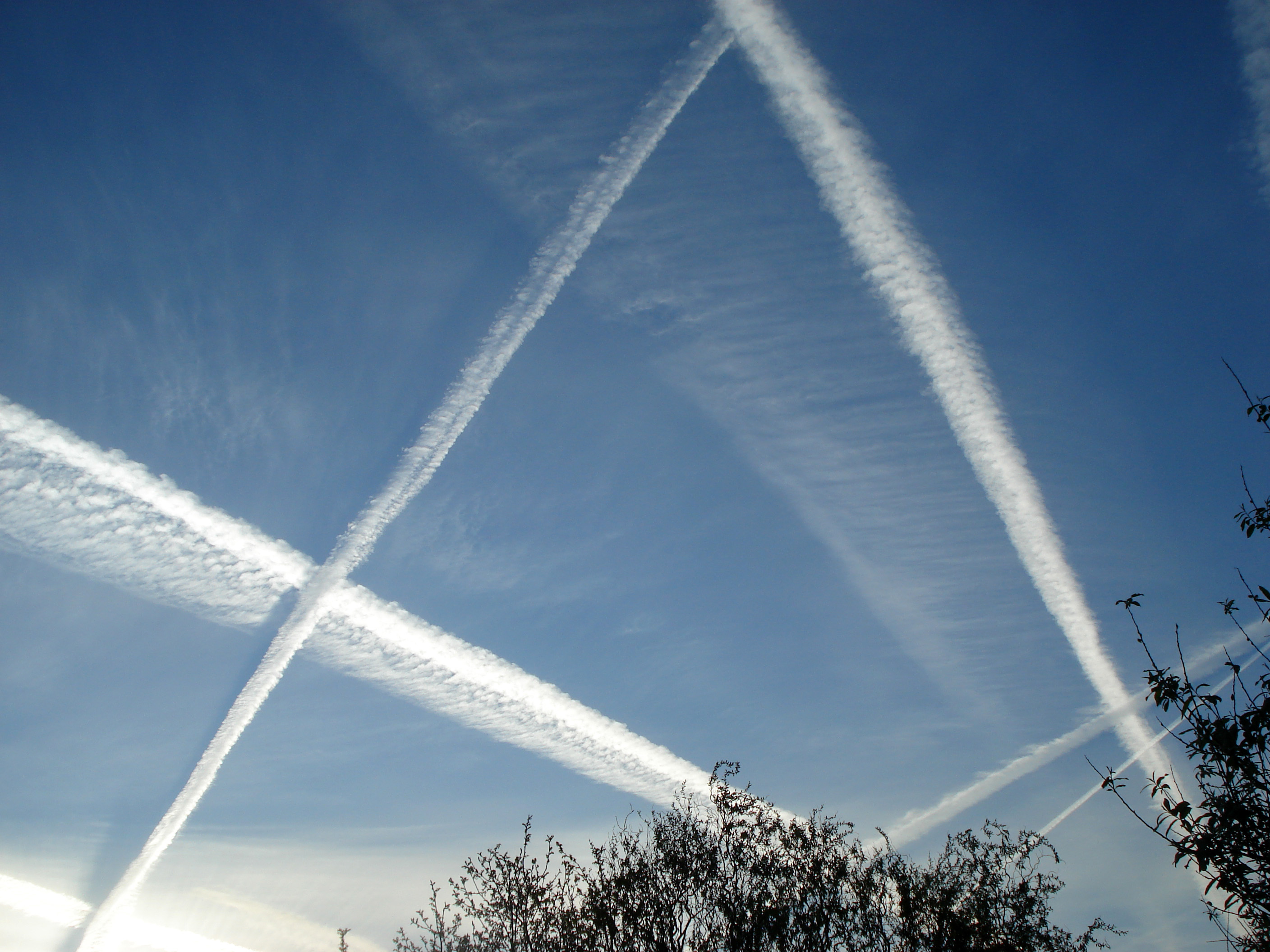
Foto gemaakt op 18 april 2007 nabij Schiphol

Chemtrail is een samentrekking van de Engelse woorden chemical (chemisch) en trail (spoor) en daarmee een variant op het  condensspoor van vliegtuigen (Engels: contrail, verkorting van condensation trail). De term werd geïntroduceerd door de complottheorie waarin beweerd wordt dat naast water en CO2 ook andere chemicaliën vrijkomen tijdens een vlucht.

## Historie

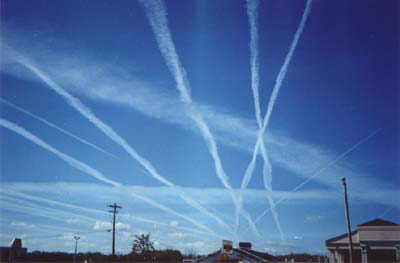
Meerdere condenssporen

Een artikel in het Amerikaanse tijdschrift Skeptical Inquirer geeft aan dat deze samenzweringstheorie begonnen is in de jaren 1990, onder andere via niche-internetfora en door mensen zoals radiopresentator Art Bell.
In 1996 werd de United States Air Force (USAF) ervan beschuldigd dat ze "de Amerikaanse bevolking besproeide met mysterieuze substanties vanuit vliegtuigen, die ongebruikelijke condenssporen produceren". De USAF gaf als respons dat het hier zou gaan om een broodjeaapverhaal, dat deels ontstond door de publicatie van een rapport genaamd Weather as a Force Multiplier: Owning the Weather in 2025. Deze publicatie was een studie naar fictieve toekomstige scenario’s waarin weerbeïnvloedingssystemen een rol zouden spelen in militaire strategieën. De USAF lichtte deze studie nader toe met de mededeling dat de studie “op geen enkele wijze een weergave is van enige militair beleid, praktijk of functie" en dat de USAF "momenteel geen experimenten uitvoert met weerbeïnvloedingssystemen en er geen plannen zijn om dit in de toekomst te gaan doen". Verder heeft de USAF verklaard dat de "Chemtrail"-hoax nader is onderzocht en weerlegd door verscheidene aanzienlijke en geaccrediteerde universiteiten, wetenschappelijke organisaties en kwaliteitsmedia.
Toen in het Verenigd Koninkrijk aan de Engelse minister van volkshuisvesting, ruimtelijke ordening en milieubeheer werd gevraagd "welk onderzoek haar ministerie deed naar de vervuilende effecten van chemtrails" was haar antwoord "het ministerie doet geen onderzoek naar chemtrails omdat ze wetenschappelijk niet als fenomeen worden erkend" en dat er wel "onderzoek wordt gedaan naar het effect van condenssporen op de atmosfeer".
Wetenschappers en overheidsinstanties hebben consequent ontkend dat chemtrails bestaan en geven aan dat de sporen simpelweg condens zijn dat lang blijft hangen. Officiële verklaringen dat chemtrails niet bestaan hebben de samenzweringsgelovigen echter niet ontmoedigd.

## Complottheorieën

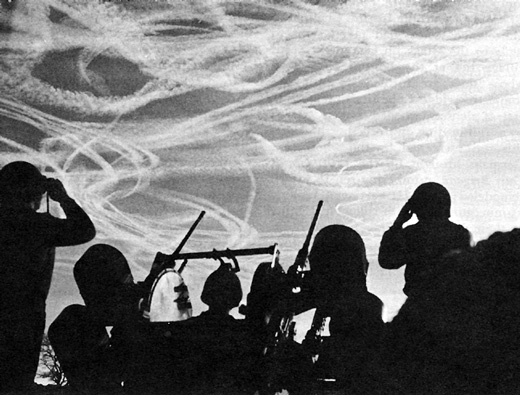
Een Britse luchtafweergeschuts-eenheid kijkt naar contrails tijdens de Tweede Wereldoorlog.

Het algemene idee is dat er sprake is van het moedwillig verspreiden van bepaalde chemische stoffen in de atmosfeer vanuit straalvliegtuigen, waarbij de condensstrepen deze stoffen kunnen camoufleren. Chemicaliën die worden genoemd zijn onder andere barium en aluminiumzouten, polymeervezels of thorium.
Aanhangers van dit complot menen een duidelijk onderscheid te zien tussen 'echte' condenssporen, die snel zouden verdwijnen, en 'chemtrails' die veel langer zouden blijven hangen. Er wordt beweerd dat condenssporen sinds 1995 een nieuwe chemische samenstelling hebben en daardoor langer blijven hangen. Dit is overigens in directe tegenspraak met foto's uit de Tweede Wereldoorlog van dergelijke sporen.
De verdere ideeën rondom deze chemische sporen zijn zeer uiteenlopend en worden vooral verspreid via internet. Sommigen menen dat de chemtrails bedoeld zijn om militaire opsporingssystemen te verstoren terwijl anderen ervan uitgaan dat het hier gaat om oefeningen in het kader van biologische en chemische oorlogsvoering.

## Contrails en chemtrails
Experts op het gebied van de atmosfeer geven aan dat chemtrails niet bestaan en dat de karakteristieken die aan deze sporen worden toegedicht simpelweg kenmerken zijn van condenssporen die verschillend reageren onder wisselende omstandigheden tijdens de vlucht. De tijd dat een condensspoor blijft hangen is sterk afhankelijk van zonlicht, temperatuur, windrichting of luchtvochtigheid en de hoogte waarop wordt gevlogen. Gewone condenssporen kunnen op die manier uitgroeien tot cirrusachtige wolken die uren blijven hangen.
Vliegtuigen veroorzaken door hun verbruik van kerosine ook een  milieuverontreiniging net als alle verbruikers van fossiele brandstof. Deze vervuiling is echter niet zichtbaar en staat los van de zogenaamde chemtrails.